# Sale Marasino
Sale Marasino là một đô thị thuộc tỉnh Brescia trong vùng Lombardia ở Ý. Đô thị này có diện tích 16 km², dân số 3176 người.
Đô thị này giáp với các đô thị sau: Gardone Val Trompia, Marone, Monte Isola, Polaveno, Sulzano.